# Enrico Cavalieri
Enrico Cavalieri (Porto Garibaldi, 9 gennaio 1957) è un ex calciatore italiano, di ruolo portiere.

## Carriera

### Club
Inizia la carriera agonistica nel Bologna.
Nel 1976 passa al  Clodiasottomarina, sodalizio militante nel girone A della Serie C 1976-1977. Con i veneti retrocede in Serie D a seguito del diciannovesimo e penultimo posto finale.
La stagione seguente torna a militare nel Bologna che lascerà nell'ottobre del 1977 poiché viene ingaggiato dall'Avellino, in cadetteria.
Con i campani ottiene la promozione in massima serie al termine della stagione, rimanendo tra le file dei biancoverdi anche la stagione successiva.
Nel 1979 passa al Genoa, club con cui ottiene il nono posto della Serie B 1979-1980.
Nella stagione 1980-1981 passa al Monza, sempre tra i cadetti. Con i brianzoli retrocederà in terza serie a causa dell'ultimo posto ottenuto.
Nel 1981 passa al Livorno, in terza serie. Con i labronici militerà due anni, retrocedendo in Serie C2 al termine della Serie C1 1982-1983.
La stagione 1983-1984 la gioca con la casacca del Modena, club di terza serie, con cui ottiene il decimo posto del girone A.
La stagione seguente torna a militare in cadetteria con il Taranto. Con i pugliesi retrocederà in terza serie al termine della stagione.
Nel 1985 Cavalieri torna a militare nel Bologna, sempre in cadetteria. Con bolognesi giocherà tre stagioni, vincendo il campionato di serie B 1987-1988.
Nel 1988 si trasferisce al Monopoli, club con cui gioca due stagioni in Serie C1.
Chiude la carriera al Leonzio, sodalizio in cui gioca due stagioni in Serie C2.

### Nazionale
Cavalieri vanta una presenza con la nazionale di calcio dell'Italia militare.

### Dopo il ritiro
Dopo il ritiro Cavalieri è divenuto istruttore dei preparatori dei portieri per conto della FIGC. Attualmente è preparatore dei portieri della società ASD Anzolavino Calcio di Anzola Emilia, in provincia di Bologna.

## Palmarès

### Club

#### Competizioni nazionali
- Campionato italiano di Serie B: 1

Bologna: 1987-1988